# Wapen van Blauwhuis

Wapen van Blauwhuis

Het wapen van Blauwhuis is het dorpswapen van het Nederlandse dorp Blauwhuis, in de Friese gemeente Súdwest-Fryslân. Het wapen werd in 1989 geregistreerd.

## Beschrijving
De blazoenering van het wapen luidt als volgt:
Doorsneden: I in azuur een vissersboot van goud; II in zilver drie plompebladeren van keel.
De heraldische kleuren zijn: azuur (blauw), goud (goud), zilver (zilver) en keel (rood).

## Symboliek
- Schip: duidt op de schepen die vissers gebruikten voor het vissen op het Sensmeer en het Atzebuurstermeer.[3]
- Pompeblêden: symbolen voor het Friese karakter van het dorp. Tevens worden pompeblêden gebruikt door de Blauhúster Dakkapel.[3]
- Kleurstelling: ontleend aan het wapen van de landstreek Westergo.[3]

Het wapen van Westergo.

## Zie ook

Vlag van Blauwhuis